# Elkie Brooks
Elkie Brooks, születési nevén Elaine Bookbinder (Salford, Lancashire, 1945. február 25. —) angol énekesnő, aki leginkább a rock, blues és dzsessz műfajokban alkot.

## Élete és pályafutása
Elaine Bookbinder néven született Salford városában 1945-ben, zsidó kereskedő családban. Két bátyja van: Raymond Bookbinder és Anthony Bookbinder, ez utóbbi szintén zenész volt, a Billy J. Krammer and the Dakotas dobosa.
A hetvenes évek közepéig számtalan együttesben zenélt, ilyen volt például a Dada (későbbi ismert nevén Vinegar Joe, ahol Robert Palmerral közösen énekelt. Miután továbbállt az együttestől, szólókarrierbe kezdett, első szólólemeze 1975-ben jelent meg Rich Man's Woman néven. Következő nagylemeze, az 1977-ben megjelent Two Days Away, már nagyobb sikereket ért el, Elkie Brooks a világ egyik leghíresebb énekesnője lett, a maga korának egyik szupersztárja. 
Férje Trevor Jordan, két fia van: Jermaine és Joseph. Elkie Brooks jelenleg visszavonultan él az angliai Devon megyében.

## Diszkográfia

### Stúdióalbumok
| - Rich Man's Woman (1975) - Two Days Away (1977) - Shooting Star (1978) - Live and Learn (1979) - Pearls (1981) - Pearls II (1982) - Minutes (1984) - Screen Gems (1984) - No More the Fool (1986) - Bookbinder's Kid (1988) | - Inspiration (1989) - Pearls III (Close to the Edge) (1991) - Round Midnight (1993) - Nothin' but the Blues (1994) - Circles (1995) - Amazing (1996) - Shangri-La (2003) - Trouble in Mind (2003) - Electric Lady (2005) - Powerless (2009) |

## Külső hivatkozások
- Hivatalos oldal